# Pineno
El pineno (C10H16) es un compuesto químico de la familia de los monoterpenoides bicíclicos. Se encuentra en la resina, tallos y hojas de varias plantas.

## Isómeros
Hay dos isómeros estructurales de pineno que se encuentran en la naturaleza: α-pineno y β-pineno. Como el nombre sugiere, ambas formas son componentes importantes de la resina del pino, canfeno, terpineol, terpinoleno, acetato de terpinilo y dipenteno.
A partir del β-pineno se sintetiza mirceno, también se encuentran en las resinas de muchas otras plantas coníferas, así como en las no-coníferas como la Artemisa (Artemisia tridentata) y Cannabis Sativa. Ambos isómeros son utilizados por muchos insectos en su sistema de comunicación química.
El α-pineno se utiliza en la Medicina Tradicional China como agente anticancerígeno. Se le atribuyen también propiedades antiinflamatorias, expectorantes, broncodilatadoras y antisépticas.